# Goundiourou
Goundiourou fou una població fortificada a l'alt Senegal (Mali) a uns 15 km al sud de Kayes i similar distància a l'oest de Médine.
El 1886 el marabut Mahmadou Lamine va fortificar Goundiourou on va disposar el seu harem; el comandant francès Frey va telegrafiar a Houry, comandant de Médine, ordenant un atac a aquesta població per agafar a les dones de Mahmadou Lamine; l'atac es va fer el 13 de març a la nit i el 14 tota la família del marabut arribava presonera a Bakel.